# Doutié
Doutié är en ort i Burkina Faso.   Den ligger i regionen Cascades, i den sydvästra delen av landet, 400 km sydväst om huvudstaden Ouagadougou. Doutié ligger 339 meter över havet och antalet invånare är 1 577.
Terrängen runt Doutié är platt, och sluttar västerut. Runt Doutié är det glesbefolkat, med 8 invånare per kvadratkilometer.. Doutié är det största samhället i trakten. 
Omgivningarna runt Doutié är huvudsakligen savann.